# جون إتش. كوكي
جون إتش. كوكي هو قاضي وسياسي أمريكي، ولد في 29 يونيو 1911 في جيمستاون في الولايات المتحدة، وتوفي في 31 مارس 1998 في بوفالو في الولايات المتحدة. نشط حزبياً في الحزب الجمهوري. وقد انتخب عضو مجلس ولاية نيويورك ‏.